# Лепіота
Лепіота (Lepiota) — рід грибів родини печерицеві (Agaricaceae).

## Назва
Лепіота походить від грецьких слів λεπις (= «розмір») + οὖς (= «вухо»).

## Будова
Спільними рисами є білі спори, пластини вільні від ніжки, покривало, що лишає кільце. Шапинка і ніжка гетерогенні.

## Середовище існування
Представники роду зустрічаються на ґрунті в лісах, садах, парках, степах, луках.

## Класифікація
Спочатку містив багато видів, проте поступово з нього були видалені роди Cystoderma (Fayod 1889), Limacella (Earle 1909), Leucocoprinus (Patouillard 1888), Macrolepiota, Leucoagaricus (Singer 1948), Cystolepiota (Singer 1952). Для точного визначення багатьох видів необхідно проводити мікроскопічний аналіз. База даних Species Fungorum станом на 16.10.2019 налічує 566 видів роду Lepiota (докладніше див. Список видів роду лепіота).

## Практичне застосування
Деякі гриби їстівні: лепіота червонопластинчаста. Багато видів з роду отруйні, зустрічаються смертельно-отруйні: лепіота коричнево-червонувата, лепіота отруйна. Можуть бути схожі на мухомори, проте не мають вольви.

## Галерея

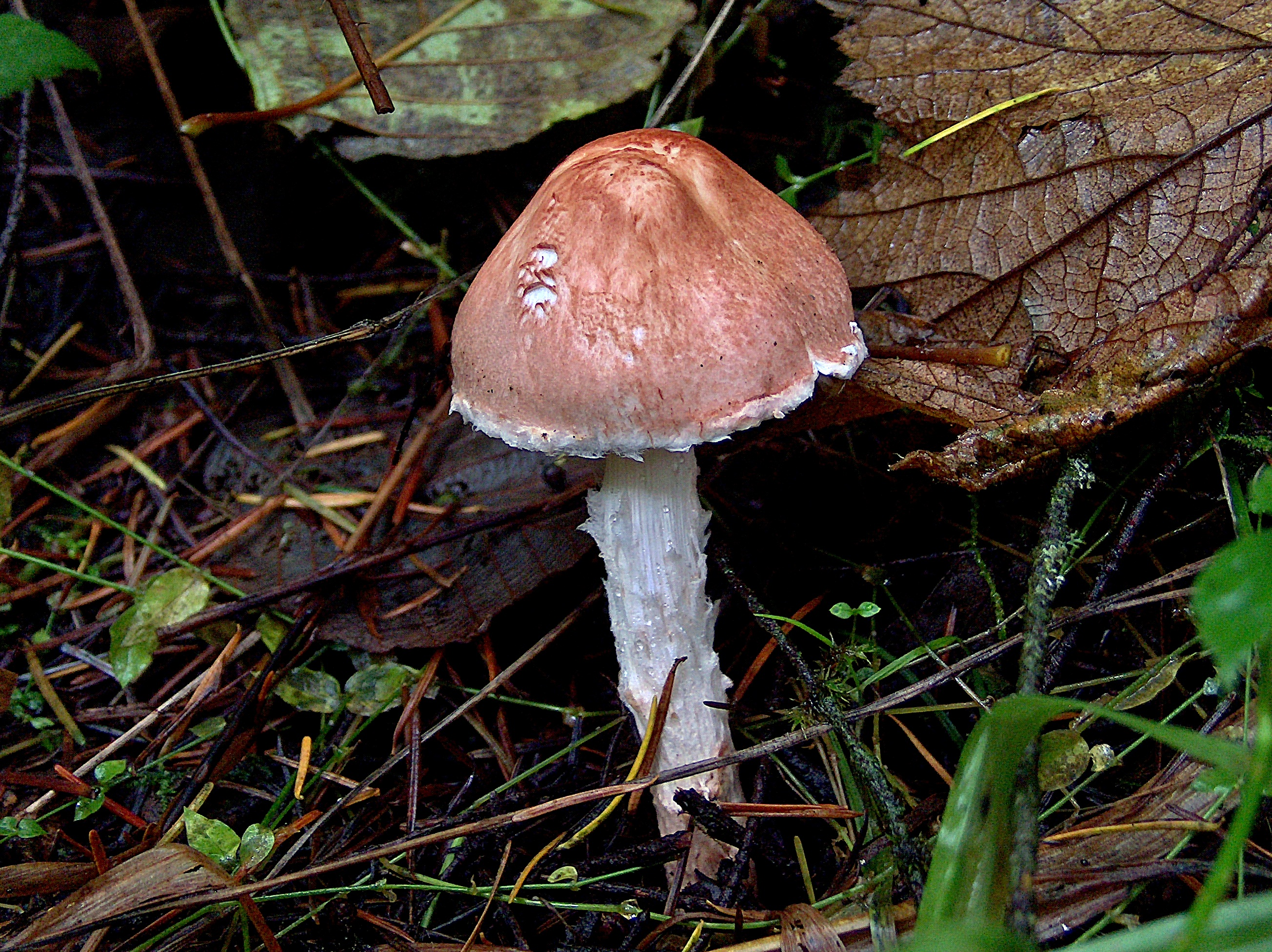
Lepiota subincarnata
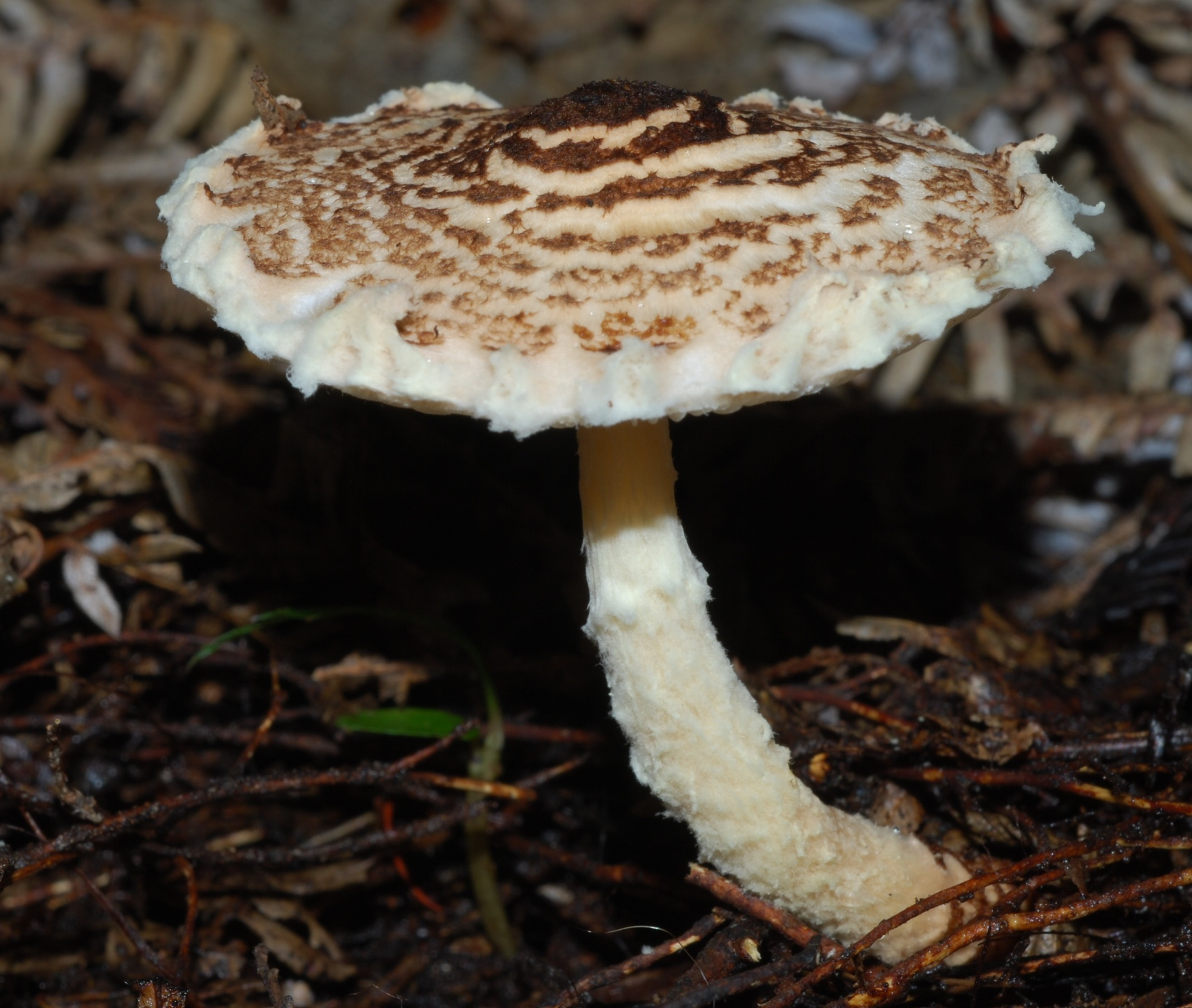
Lepiota magnispora(інші мови)
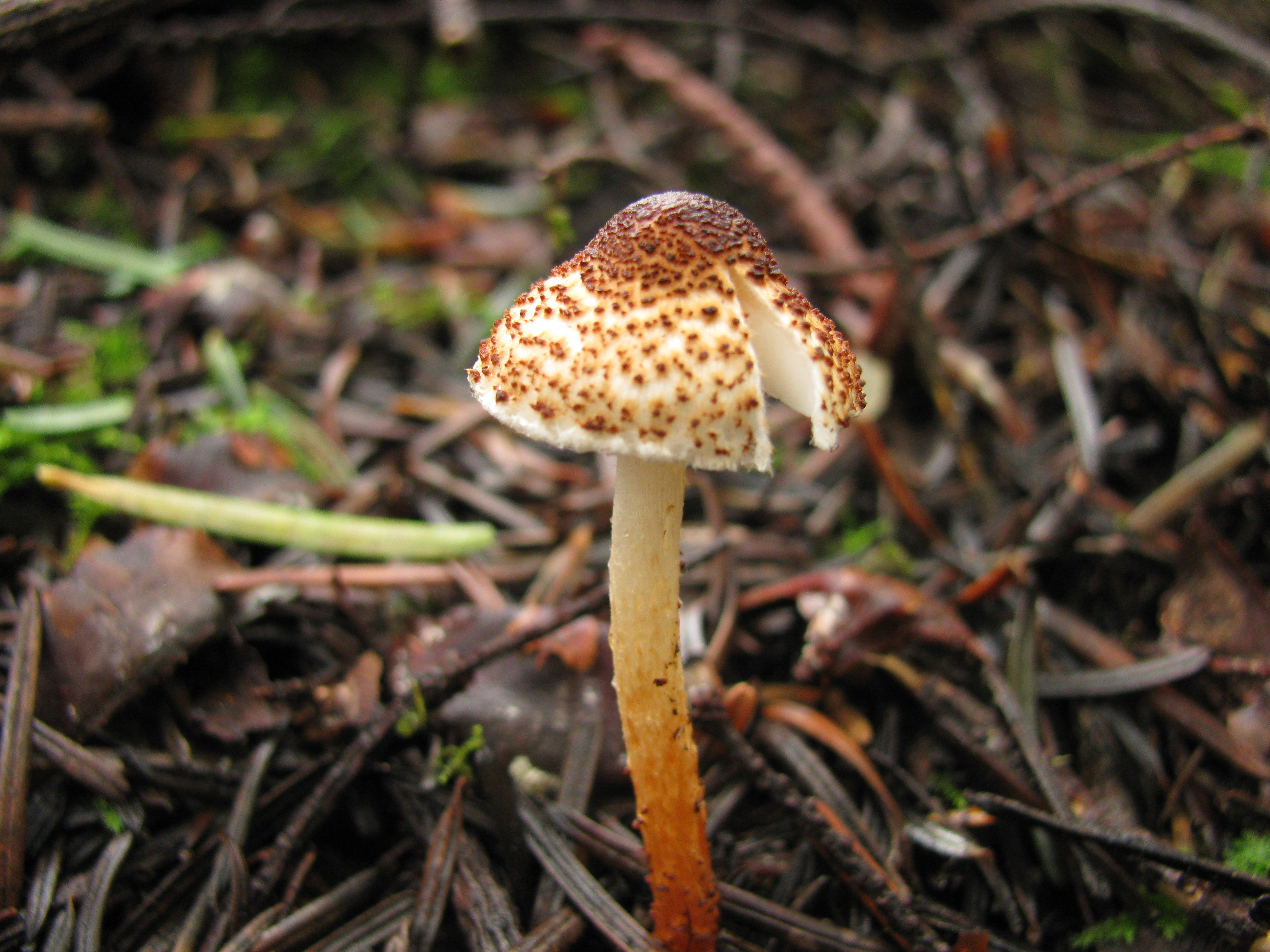
Lepiota castanea(інші мови)
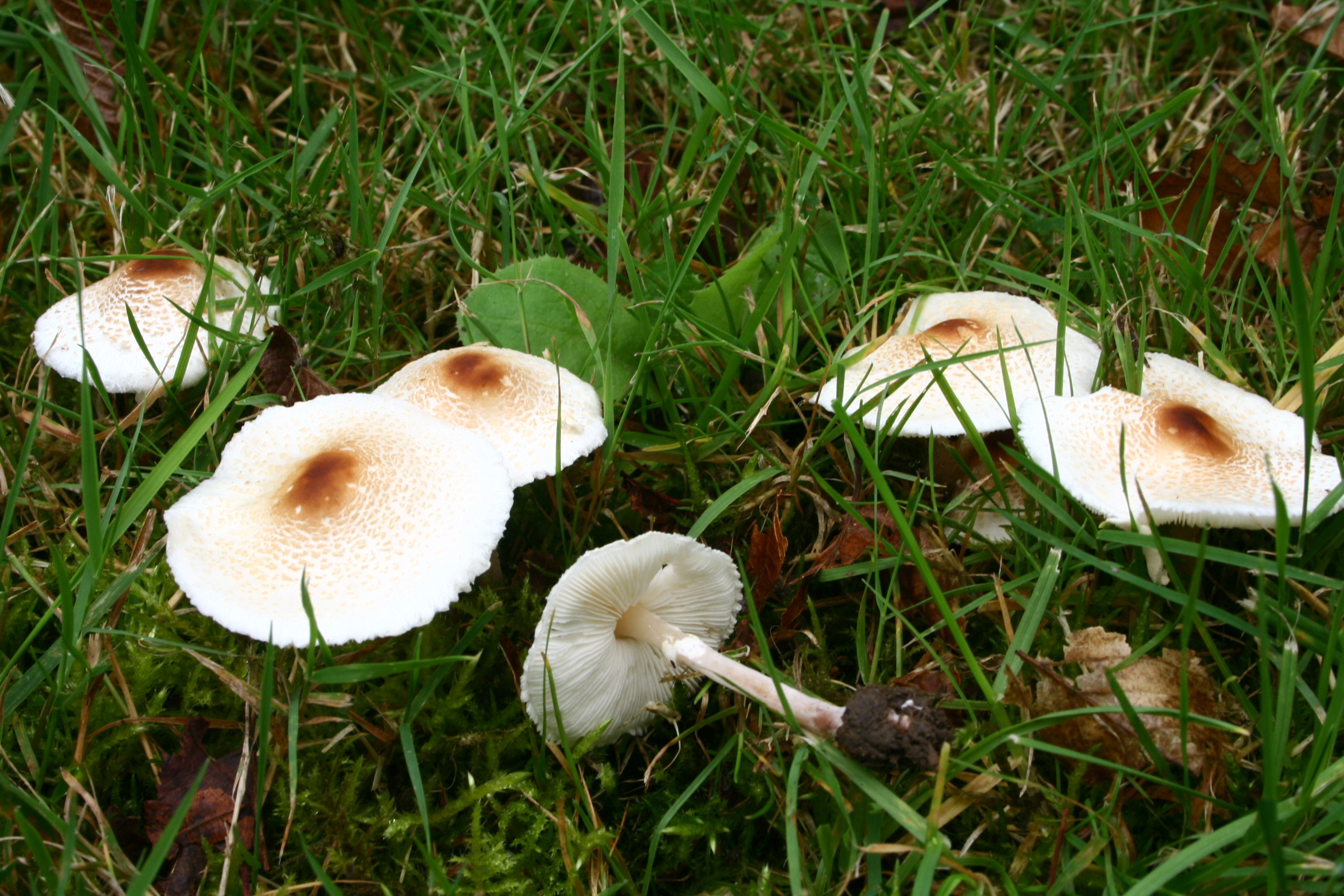
Lepiota cristata(інші мови)
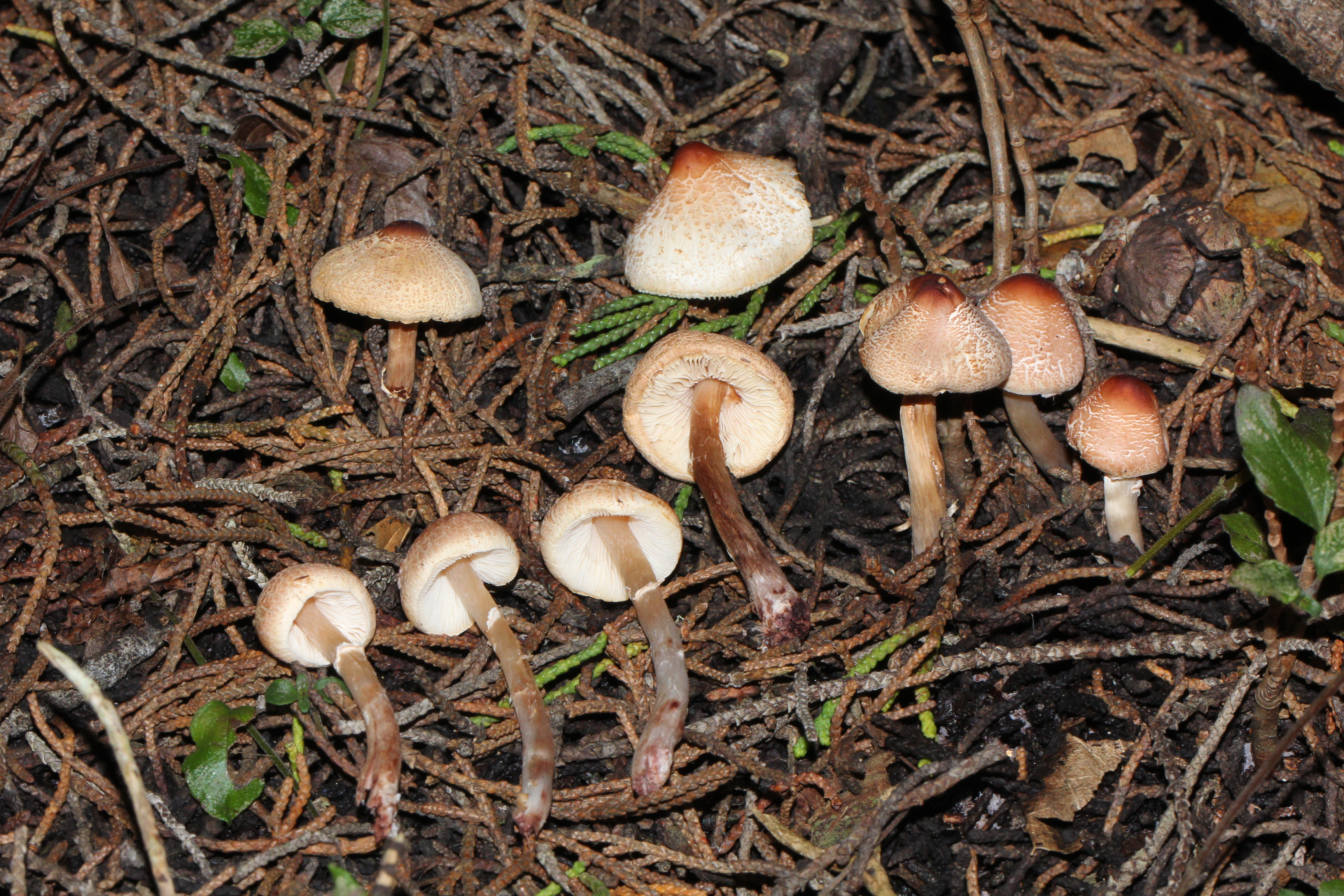
Lepiota castaneidisca(інші мови)
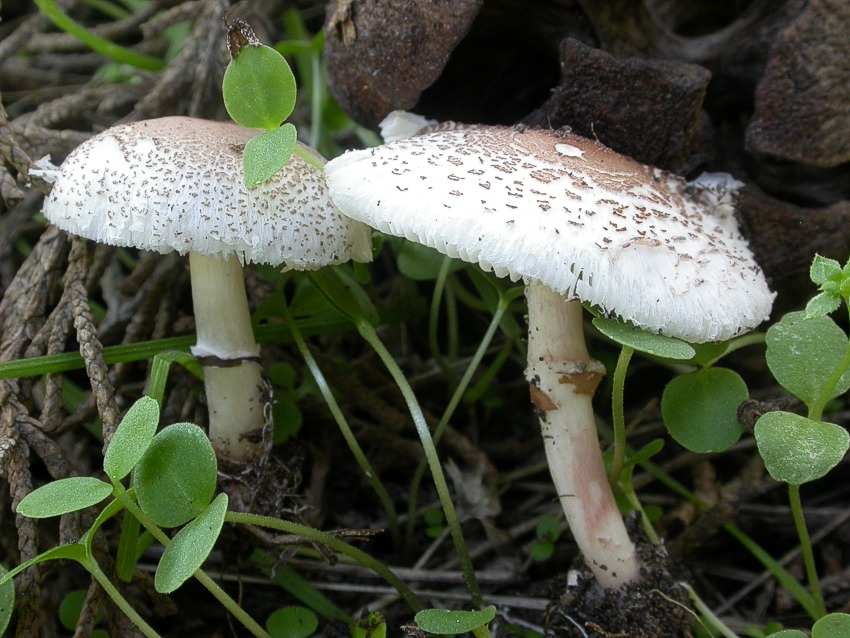
Lepiota lilacea(інші мови)